# Museu Oscar Niemeyer
O Museu Oscar Niemeyer (MON), também conhecido como Museu do Olho, é um museu de arte localizado na cidade de Curitiba, capital do estado do Paraná, no Brasil.

## História
O espaço foi inaugurado no dia 22 de novembro de 2002 com o nome de Novo Museu, com a conclusão do anexo foi reinaugurado em 8 de Julho de 2003, recebendo a atual denominação.
O complexo de dois prédios está instalado em uma área de trinta e cinco mil metros quadrados, dos quais dezessete mil são dedicados à área de exposições. O primeiro prédio, inaugurado em 1978, foi projetado por Oscar Niemeyer em 1967, fiel ao estilo da época, concebido como um Instituto de Educação, conhecido na época como Edifício Presidente Humberto Castelo Branco. Este edifício possui o segundo maior vão livre do Brasil, com 65 metros. Foi reformado e adaptado à função de museu, para o qual Niemeyer projetou o anexo, lembrando um olho, imprimindo-lhe uma nova identidade característica. A torre do anexo possui 30 metros de altura, com quatro pavimentos.

## Estrutura e acervo

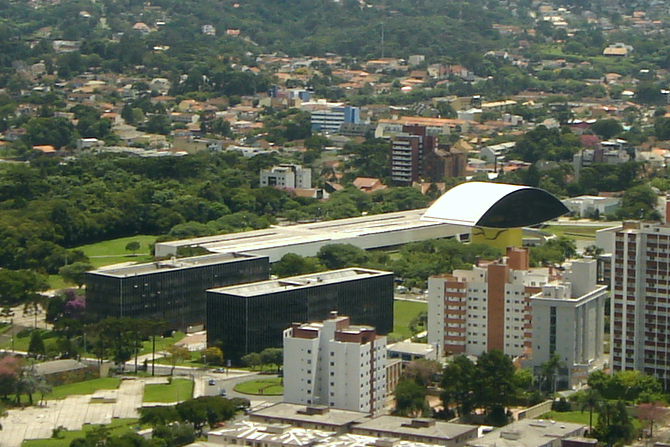
Vista aérea do museu no Centro Cívico de Curitiba.

A instituição tem como foco as artes visuais, a arquitetura e o design. Atualmente representa uma instituição cultural, com projeção nacional e internacional, vinculada ao governo estadual do Paraná. É conhecido localmente como "Museu do Olho", devido ao design de seu edifício e como "MON", abreviatura para Museu Oscar Niemeyer.
Durante o ano de 2019 o museu recebeu aproximadamente 380 mil visitantes. O MON conta com pelo menos 14 mil obras de arte, sendo considerado um dos maiores museus de arte da América Latina. Em 2022 recebeu a doação da coleção das obras de Poty Lazzarotto, um acervo com 4,5 mil obras que pertencia a família. Foi a maior coleção já recebida de uma única vez.